# Dr. Slump (PlayStation)
Dr. Slump (Dr.スランプ, Dokutā Suranpu; pronunciat "Doctor Slump") és un videojoc d'aventures desenvolupat per Natsume i distribuït per Bandai per a la PlayStation original el 18 de març del 1999. El joc està inspirat en el manga Dr. Slump, d'Akira Toriyama, i més concretament en el reboot de la sèrie d'anime del 1997.
El videojoc segueix la trama de la sèrie de televisió, i està dividit en capítols. Sols va ser venut al Japó, però el 2021 es va publicar una versió traduïda a l'anglés en internet.